# 夜這いする七人の孕女
『夜這いする七人の孕女』 (よばいするしちにんのはらめ)は、2013年7月26日にGuiltyより発売されたアダルトゲームである。
2016年3月11日にイベントCGをモーション化した『夜這いする七人の孕女 The Motion』が発売された。

## ストーリー
産まれた時から父親がおらず、母子家庭で育ってきた九香雅也（くが まさや）。
研修医として働いていた彼のところに、いないものと思っていた父が亡くなったという知らせが届いた。
彼はとまどいながらも、事実を確かめようと手紙が送られてきた父の故郷の島へ向かう。
そこは多少閑散とはしていたが、穏やかな村だった。
村人らに請われて雅也は村で唯一の医師として働きながら女の子たちに囲まれて楽しい生活を送る。
だが村に来てからというもの、雅也は夜な夜な異様な夢を見るようになる。

## 登場キャラクター
久香 雅也
声 - 来栖川勇（アニメ版）
研修医。優秀で腕は確かなうえ人当たりも良いため、患者からの人気・信頼度も高い。恋人のいた次期もあるが、現在は独り身。女性に対してはどちらかと言えば奥手な性分。
椎名 祐未
声 - 雪村とあ
雅也が来るまで村に医者がいなかったため、島村民の健康の世話をしていた看護師。村の外の出身。
いつも朗らかな雰囲気で面倒見が良く、老若男女に慕われている。小中学校の保健医のような役割もしていて、同年代の穂乃香とは仲の良い友達。
雅也が村で医師として働くようになってからは必然的に雅也の助手的な立場となり、一緒に診療所を切り盛りする事になる。
久香 明日花
声 - 秋野花
生まれつき身体が少し弱い、雅也の腹違いの妹。
成績はかなりいい方なのだが、身体が弱いのであまり学園には行っていない。趣味は読書で、時間が空いている時はよく本を読んでいる。年齢の割には落ち着いていてしっかり者。家にいることが多いので、同年代の鈴とは仲が良く二人の時は年相応におしゃべりしたりする。
雅也のことを昔から話にだけ聞いていて、密かに憧れのようなものを抱いていたため、二人きりになると「お兄様」と甘えてくることも多い。
七浦 鈴
声 - 今谷皆美
幼い頃に両親を亡くし、祖父母と双子の弟の面倒を見る心優しい女の子。祖父母が高齢なので家族を養うべく、雅也の屋敷に女中見習いとして働いている。
真面目な性格で、いろいろと苦労の多い中でも愚痴も言わずに日々を過ごすが少しそそっかしいところもある。明日花から友達のように思われることが多い。
百瀬 麻希
声 - 鈴音華月
村の古いしきたりや閉鎖的な考えが嫌で、早く村を出たいと考えている女子校生。そのため外からわざわざ村にやってきた雅也に対してあまりいい印象を抱いていない。少しぶっきらぼうな性格だが、根は素直で可愛い部分もある。
村を快く思ってないせいで孤立することが多いが、巴だけは自分をわかってくれる理解者だと思い、よく相談に乗ってもらっている。
サーフィンが好きで、放課後などは浜辺にいることが多い。ただし将来サーファーになりたいとまでは思っておらず、あくまで趣味として楽しんでいる。
『手籠めにされる九人の堕女』にも登場する。
矢向 巴
声 - 白月かなめ
村の神社で身寄りもなく一人で暮らす巫女。島村民たちの相談役のような事もしていて、頼りにされている存在。
常に冷静沈着で、あまり感情を表に出さず、どこかしら達観しているところがある。誰とでも広く浅く接することが多いが麻希からは特に慕われていて、姉妹のような間柄になっている。
恩田 穂乃香
声 - 手塚りょうこ
少ないながらも村にいる子供たちに勉強を教えている女教師。熱心で子供たちからも好かれている。性格は朗らかだが、ちょっとしたことで落ち込みやすい。さらに酒に飲まれやすく、泣き上戸でしばしば人に迷惑をかけることも。
看護師の祐未とは同年代で、昼休みに診療所へ来て一緒にお昼を食べる仲。
実は大学で知り合った彼氏がおり、将来的に彼と結婚して子供を生み、平凡で幸せに暮らせたらと夢見ている。
宮倉 由乃
声 - 杉原茉莉
雅也が村にやってきてから、事細かに生活のサポートをしてくれる女中。屋敷も取り仕切っていて、鈴などの上役に当たる。雅也の母親の妹で、雅也は甥に当たる。
とにかく村のことを第一に考え、当主である雅也の父の亡き後、陰に日なたに村を支えてきた人物。雅也を呼び寄せようと考えたのも彼女のようである。

## 開発
- 原画 - の歯、あいかわ亜利砂、バイオレットシット、牡丹 , 八嶋テツヤ、 小島紗
- シナリオ - 灰田てん、神無月ニトロ、 酒井童人(毒枝佳果)

## アニメ
メリー・ジェーンによりアニメ化された。
- 上巻 淫らな訪問者（2014年9月26日）
- 下巻 当主の花嫁（2015年3月20日）

完全版（2017年3月24日）

## 続編シリーズ（孕女シリーズ）
- 2014年10月10日 - 夜這いする七人の孕女2
- 2015年12月18日 - 淫らに喘ぐ七人の夜這いする孕女
- 2016年12月22日 - 月明りに悶える孕女
- 2017年12月22日 - 夏夜に悶える七人の誘女
- 2019年12月20日 - 孕女 ～精子を欲しがる淫らな教え子～
- 2025年3月21日 - 俺だけに傅く孕メイドたち ～精子を貪る五人の欲心女～